# Totens prosteri

Prosterier i Hamars stift. Det ljuslila området på kartan är Totens prosteri.

Totens prosteri (norska: Toten prosti) är ett kontrakt (prosteri, norska: prosti) i Hamars stift inom Norska kyrkan. Kontraktet omfattar kommunerna Gjøvik, Vestre Toten och Østre Toten i Innlandet fylke i sydöstra Norge.
Namnet kommer från landskapet Toten, som omfattar den södra delen av kontraktets område.

## Socknar
Totens prosteri består av 15 socknar (norska: sokn eller sogn) inom tre kyrkliga samfälligheter (norska: kirkelige fellesråd), motsvarande kommunerna:

### Gjøviks kyrkliga samfällighet
- Biri socken
- Bråstads socken
- Engehaugens socken
- Gjøviks socken
- Hunns socken
- Snertingdals socken
- Vardals socken

### Vestre Totens kyrkliga samfällighet
- Eina socken
- Raufoss socken
- Ås socken

### Østre Totens kyrkliga samfällighet
- Balke socken
- Hoffs socken
- Kapps socken
- Kolbu socken
- Nordliens socken